# Bolboceras inchoatum
Bolboceras inchoatum is een keversoort uit de familie mesttorren (Geotrupidae). De wetenschappelijke naam van de soort werd in 1901 gepubliceerd door Louis Albert Péringuey.